# Willy Hoheisel
Willy Hoheisel (* 25. Juli 1894 in Frankenstein, Provinz Schlesien; † 23. Juni 1982 in Berlin) war ein deutscher Politiker (SPD).
Willy Hoheisel besuchte ein Gymnasium und machte anschließend eine kaufmännische Lehre. Er wurde als Einkäufer Angestellter. 1918 trat er der SPD bei. Er wurde Vorsitzender eines Betriebsrats. Von 1925 bis 1933 war Hoheisel geschäftsführender Vorsitzender des Deutschen Arbeiter-Abstinenten-Bundes. Ab 1935 arbeitete er bei der Stahlbau Wittenau GmbH in Berlin-Wittenau.
Nach dem Zweiten Weltkrieg arbeitete Hoheisel zunächst weiterhin bei der Stahlbau Wittenau. Bei der Berliner Wahl wurde er 1951 zum Bezirksstadtrat für Gesundheitswesen im Bezirk Reinickendorf gewählt. Bei der folgenden Wahl 1954 wurde er zwar in das Abgeordnetenhaus von Berlin gewählt, doch zwei Monate später schied er aus, da er erneut Bezirksstadtrat wurde. Bei der nächsten Wahl 1958 lehnte Hoheisel aus demselben Grund das Abgeordnetenmandat ab. 1963 schied er aus Altersgründen aus dem Bezirksamt Reinickendorf aus.